# Saison 2010 des White Sox de Chicago
La Saison 2010 des White Sox de Chicago est la 110e saison en ligue majeure pour cette franchise. Les White Sox terminent deuxièmes de la Division centrale de la Ligue américaine à six victoires des Twins.

## Intersaison

### Arrivées
- Mark Teahen, acquis des Royals de Kansas City[1] le 5 novembre 2009.
- Juan Pierre, acquis des Dodgers de Los Angeles[2] le 15 décembre 2009.
- Mis en ballottage par les Tigers de Détroit, le lanceur de relève Freddy Dolsi est recruté par les White Sox le 18 décembre 2009[3].

### Départs
- Josh Fields et Chris Getz, échangés aux Royals de Kansas City[1] le 5 novembre 2009.

### Prolongations de contrats
-

### Cactus League
34 rencontres de préparation sont programmées du 5 mars au 3 avril à l'occasion de cet entraînement de printemps 2010 des White Sox.
Avec 12 victoires et 16 défaites, les White Sox terminent 10e de la Cactus League et enregistrent la 10e performance des clubs de la Ligue américaine.

## Saison régulière

### Classement
| Ligue américaine (Division Centrale) | V  | D  | %    | GB |
| ------------------------------------ | -- | -- | ---- | -- |
| Twins du Minnesota                   | 94 | 68 | .580 | -  |
| White Sox de Chicago                 | 88 | 74 | .543 | 6  |
| Tigers de Détroit                    | 81 | 81 | .500 | 13 |
| Indians de Cleveland                 | 69 | 93 | .426 | 25 |
| Royals de Kansas City                | 67 | 95 | .414 | 27 |

### Résultats
| Légende                | Légende               | Légende       |
| victoire des White Sox | défaite des White Sox | match reporté |
| ---------------------- | --------------------- | ------------- |

#### Juillet
Le 30 juillet, les lanceurs Daniel Hudson et David Holmberg sont échangés aux Diamondbacks de l'Arizona en retour du lanceur partant Edwin Jackson.

## Draft
Le lanceur Chris Sale est le premier choix des White Sox lors de la Draft MLB 2010.

## Affiliations en ligues mineures
| Niveau     | Equipe                  | Ligue                 | Manager         | Vic. | Déf. | Classement              |
| ---------- | ----------------------- | --------------------- | --------------- | ---- | ---- | ----------------------- |
| AAA        | Charlotte Knights       | International League  | Chris Chambliss | 67   | 77   | 3e de la Division sud   |
| AA         | Birmingham Barons       | Southern League       | Ever Magallanes | 53   | 87   | 3e de la Division sud   |
| Advanced A | Winston-Salem Dash      | Carolina League       | Joe McEwing     | 81   | 58   | Finaliste de la Ligue   |
| A          | Kannapolis Intimidators | South Atlantic League | Ernie Young     | 65   | 74   | 4e de la Division sud   |
| Rookie     | Bristol White Sox       | Appalachian League    | Ryan Newman     | 32   | 36   | 3e de la Division ouest |
| Rookie     | Great Falls Voyagers    | Pioneer League        | Chris Cron      | 47   | 28   | Demi-finaliste          |